# Hernán Salcedo
Hernán José Salcedo Betancourt (Barcelona, 22 aprile 1980) è un ex cestista venezuelano.

## Carriera
Con il Venezuela ha disputato i Campionati americani del 2007.